# Open Bogotá 2024 - Doppio
Il doppio del torneo di tennis professionistico Open Bogotá 2024, facente parte della categoria Challenger 75 nell'ambito dell'ATP Challenger Tour 2024, si è giocato dal 5 all'11 agosto a Bogotá, in Colombia. Renzo Olivo e Thiago Agustín Tirante erano i detentori del titolo ma solo Olivo aveva scelto di partecipare in coppia con Pedro Sakamoto.
In finale Finn Reynolds e Matías Soto hanno sconfitto Benjamin Lock e João Lucas Reis da Silv con il punteggio di 6–3, 6–4.

## Teste di serie
1. Boris Arias /  Federico Zeballos (primo turno)
2. Finn Reynolds /  Matías Soto (campioni)

1. Mateus Alves /  Pedro Boscardin Dias (quarti di finale)
2. Benjamin Lock /  João Lucas Reis da Silva (finale)

## Wildcard
1. Alejandro Arcila /  Miguel Tobón (primo turno)

1. Juan Sebastián Gómez /  Johan Alexander Rodríguez (primo turno)

## Tabellone

### Legenda
| - Q = Qualificato - WC = Wild card - LL = Lucky loser | - ALT = Alternate - SE = Special Exempt - PR = Protected Ranking | - w/o = Walkover - r = Ritirato - d = Squalificato |

|  | Primo turno | Primo turno                  | Primo turno              | Primo turno | Primo turno |  |  | Quarti di finale | Quarti di finale             | Quarti di finale             | Quarti di finale        | Quarti di finale        |   |   | Semifinali | Semifinali                             | Semifinali                             | Semifinali                | Semifinali                |   |   | Finale | Finale | Finale | Finale | Finale |  |
|  |             |                              |                          |             |             |  |  |                  |                              |                              |                         |                         |   |   |            |                                        |                                        |                           |                           |   |   |        |        |        |        |        |  |
|  | 1           | B Arias F Zeballos           | 5                        | 7           | [4]         |  |  |                  |                              |                              |                         |                         |   |   |            |                                        |                                        |                           |                           |   |   |        |        |        |        |        |  |
|  |             | T Farjat C Huertas del Pino  | 7                        | 62          | [10]        |  |  |                  | T Farjat C Huertas del Pino  | T Farjat C Huertas del Pino  | 2                       | 2                       |   |   |            |                                        |                                        |                           |                           |   |   |        |        |        |        |        |  |
|  |             | J Clarke D Popko             | J Clarke D Popko         | 4           | 4           |  |  |                  | N Mejía A Urrea              | N Mejía A Urrea              | 6                       | 6                       |   |   |            |                                        |                                        |                           |                           |   |   |        |        |        |        |        |  |
|  |             | N Mejía A Urrea              | N Mejía A Urrea          | 6           | 6           |  |  |                  |                              |                              |                         |                         |   |   |            | N Mejía A Urrea                        | N Mejía A Urrea                        | 3                         | 64                        |   |   |        |        |        |        |        |  |
|  | 4           | B Lock JL Reis da Silva      | B Lock JL Reis da Silva  | 6           | 6           |  |  |                  |                              | 4                            | B Lock JL Reis da Silva | B Lock JL Reis da Silva | 6 | 7 |            |                                        |                                        |                           |                           |   |   |        |        |        |        |        |  |
|  |             | C Kingsley J Maginley        | C Kingsley J Maginley    | 3           | 2           |  |  | 4                | B Lock JL Reis da Silva      | 4                            | 6                       | [10]                    |   |   |            |                                        |                                        |                           |                           |   |   |        |        |        |        |        |  |
|  |             | R Olivo P Sakamoto           | 4                        | 7           | [5]         |  |  |                  | G Johns N Schachter          | 6                            | 3                       | [2]                     |   |   |            |                                        |                                        |                           |                           |   |   |        |        |        |        |        |  |
|  |             | G Johns N Schachter          | 6                        | 5           | [10]        |  |  |                  |                              |                              |                         |                         |   |   | 4          | Benjamin Lock João Lucas Reis da Silva | Benjamin Lock João Lucas Reis da Silva | 3                         | 4                         |   |   |        |        |        |        |        |  |
|  |             | JP Ficovich R Pacheco Méndez | 7                        | 2           | [10]        |  |  |                  |                              |                              |                         |                         |   |   |            |                                        | 2                                      | Finn Reynolds Matías Soto | Finn Reynolds Matías Soto | 6 | 6 |        |        |        |        |        |  |
|  |             | K Pannu K Pearson            | 64                       | 6           | [4]         |  |  |                  | JP Ficovich R Pacheco Méndez | JP Ficovich R Pacheco Méndez | 6                       | 6                       |   |   |            |                                        |                                        |                           |                           |   |   |        |        |        |        |        |  |
|  | WC          | JS Gómez JA Rodríguez        | JS Gómez JA Rodríguez    | 4           | 4           |  |  | 3                | M Alves P Boscardin Dias     | M Alves P Boscardin Dias     | 3                       | 4                       |   |   |            |                                        |                                        |                           |                           |   |   |        |        |        |        |        |  |
|  | 3           | M Alves P Boscardin Dias     | M Alves P Boscardin Dias | 6           | 6           |  |  |                  |                              |                              |                         |                         |   |   |            | JP Ficovich R Pacheco Méndez           | JP Ficovich R Pacheco Méndez           | 3                         | 4                         |   |   |        |        |        |        |        |  |
|  |             | H Adams K Sell               | 7                        | 63          | [10]        |  |  |                  |                              | 2                            | F Reynolds M Soto       | F Reynolds M Soto       | 6 | 6 |            |                                        |                                        |                           |                           |   |   |        |        |        |        |        |  |
|  |             | JC Aguilar T Hilderbrand     | 64                       | 7           | [8]         |  |  |                  | H Adams K Sell               | H Adams K Sell               | 2                       | 63                      |   |   |            |                                        |                                        |                           |                           |   |   |        |        |        |        |        |  |
|  | WC          | A Arcila M Tobón             | A Arcila M Tobón         | 63          | 4           |  |  | 2                | F Reynolds M Soto            | F Reynolds M Soto            | 6                       | 7                       |   |   |            |                                        |                                        |                           |                           |   |   |        |        |        |        |        |  |
|  | 2           | F Reynolds M Soto            | F Reynolds M Soto        | 7           | 6           |  |  |                  |                              |                              |                         |                         |   |   |            |                                        |                                        |                           |                           |   |   |        |        |        |        |        |  |